# 40-е Народное собрание Болгарии
40-е Народное собрание Болгарии осуществляло законодательную власть в Болгарии с 11 июля 2005 по 25 июня 2009 года. За время своего полного 4-летнего мандата оно приняло 718 законов, две поправки к конституции и шесть кодексов.
Выборы в 40-е народное собрание проводились 25 июня 2005 года и дали следующие результаты:
| Партия (коалиция)                                                               | Голоса    | %      |
| ------------------------------------------------------------------------------- | --------- | ------ |
| Коалиция за Болгария (основной участник — БСП)                                  | 1 129 196 | 31,0 % |
| Национальное движение «Симеон Второй»                                           | 725 314   | 19,9 % |
| Движение за права и свободы                                                     | 467 400   | 12,8 % |
| Национальное объединение «Атака» (ныне партия «Атака»)                          | 296 848   | 8,2 %  |
| Объединённых демократических сил (основной участник — Союз демократических сил) | 280 323   | 7,7 %  |
| Демократы за сильную Болгарию                                                   | 234 788   | 6,5 %  |
| Болгарский народный союз                                                        | 189 268   | 5,2 %  |

Депутатские места в однопалатном, 240-местном парламенте распределялись так:
| Парламентская фракция                                 | Депутатов | %       |
| ----------------------------------------------------- | --------- | ------- |
| Коалиция за Болгария (БСП)                            | 81        | 33,75 % |
| Национальное движение для стабильност и восход (НДСВ) | 35        | 14,58 % |
| Движение за права и свободы                           | 34        | 14,17 % |
| Болгарская новая демократия                           | 15        | 6,25 %  |
| Демократы за сильную Болгарию                         | 13        | 5,42 %  |
| Коалиция «Атака» (Атака)                              | 11        | 4,58 %  |
| Движение «Вперёд»                                     | 11        | 4,58 %  |
| Объединённых демократических сил                      | 11        | 4,58 %  |
| Ред, законность, справедливость                       | 11        | 4,58 %  |
| Независимые депутаты                                  | 18        | 7,5 %   |